# 黑端管蚜
黑端管蚜（学名：Aulacorthum takahashii）为常蚜科藤蚜屬下的一个种。